# Università di Haifa

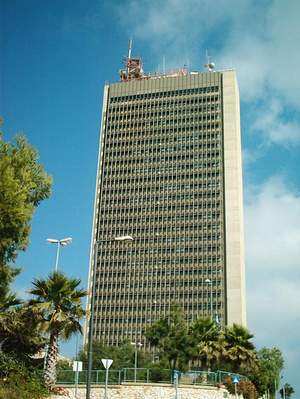
La Torre Eshkol

L'Università di Haifa (in ebraico אוניברסיטת חיפה‎?) è, insieme al Technion, la seconda università della città di Haifa.

## Storia
L'Università è stata fondata nell'anno 1963, sotto gli auspici accademici dell'Università Ebraica di Gerusalemme. La sua sede è sopra il monte Carmelo (Karmel). La torre di trenta piani Eshkol, è stata progettata e costruita dall'architetto Oscar Niemeyer. Nel 1991 l'università istituisce una propria facoltà di giurisprudenza.